# Gunnar Ehrner
Gustaf Axel Gunnar Ehrner, född 26 juni 1920 i Hedvig Eleonora församling, Stockholm, död 30 april 2011 i Lidingö församling, Stockholms län, var en svensk advokat och justitieråd.
Gunnar Ehrner avlade reservofficersexamen 1942 och juris kandidatexamen vid Stockholms högskola 1945, och var, efter tingstjänstgöring 1945–1948, fiskal i Svea hovrätt 1949–1950. Ehrner lämnade därefter domarbanan, och var biträdande sekreterare i Sveriges advokatsamfund 1950–1951, biträdande jurist vid Wetter & Swartling advokatbyrå 1951–1957.
Från 1953 var han ledamot av advokatsamfundet och var delägare i Wetter & Swartling advokatbyrå 1958–1974 och i Carl Swartling advokatbyrå 1974–1977. Ehrner satt i advokatsamfundets styrelse 1965–1972 och var ordförande för dess lagstiftningsråd 1973–1977.
Gunnar Ehrner var justitieråd i Högsta domstolen 1977–1987.